# 鄭州地下鉄
鄭州地下鉄（ていしゅうちかてつ、中文表記: 郑州地铁、英文表記: Zhengzhou Metro）は中華人民共和国河南省鄭州市で営業中の地下鉄。

## 概要
短期計画では、3横2縦1環(東西方向に3路線、南北方向に2路線、環状線1路線)の6本の路線が計画されている。総延長202.53km、総投資額1,000億元。2000年に計画を開始し、2009年2月6日に国務院が計画を批准、2013年12月28日に1号線が開通した。鄭州は中国大陸で17番目、中原地区で初めて地下鉄が開通した都市となった。

## 沿革
- 1974年 - 鄭州市は、地下鉄を建設し、平時は地下鉄、戦時には都市の防空避難に用いる計画（7401工程）を出す[2]。総延長は10km、6駅を建設予定。
- 1975年6月 - 鄭州市の企業が1kmの掘削試験を開始する。
- 1978年 - 23の企業が建設に着工する。
- 1980年 - プロジェクトが解散する。碧沙崗駅を建設する。
- 2000年9月 - 鄭州市は、「鄭州市城市総体計画（1995-2010年）」《郑州市城市总体规划（1995—2010年）》に基づき、都市軌道交通の計画を始める。
- 2005年8月 - 河南省発展改革委員会において、審議を開始する。
- 2007年10月 - 「鄭州市城市快速軌道交通建設計画」《郑州市城市快速轨道交通建设规划》が完成する。
- 2009年2月6日 - 国務院が計画を批准。
- 2009年6月6日 - 1号線1期工事区間が正式に着工する。
- 2010年12月28日 - 2号線1期工事区間が正式に着工する。
- 2013年12月28日 - 1号線が開通[1]。
- 2016年8月19日 - 2号線：劉荘駅 - 南四環駅間が開通。
- 2017年1月12日 - 1号線二期区間、2号線南延線（南四環駅 - 新鄭機場駅間）が開通。
- 2019年5月20日 - 5号線が開通。

## 路線
現在は13路線が営業中である。

### 営業中
| 路線名称 | 区間                        | 駅数 | 路線距離（km） | 運行開始日     | 最終延長日     | 車輌段/停車場               | 列車編成   |
| -------- | --------------------------- | ---- | -------------- | -------------- | -------------- | --------------------------- | ---------- |
| 1号線    | 河南工業大学 - 河南大学新区 | 30   | 41.6           | 2013年12月28日 | 2019年11月21日 | 鄭東車両段 凱旋路停車場     | 国産B車6両 |
| 2号線    | 賈河-新鄭機場               | 22   | 30.85          | 2016年8月19日  | 2019年12月28日 | 城南車両段                  | 国産B車6両 |
| 3号線    | 省体育中心-濱河新城南       | 25   | 31.8           | 2020年12月26日 | 2023年9月8日   | 航海東路車両段              | 国産A車6両 |
| 4号線    | 老鴉陳-郎荘                 | 25   | 29.3           | 2020年12月26日 | -              | 関陳車両段                  | 国産B車6両 |
| 5号線    | 環状線 (月季公園-月季公園)  | 32   | 40.7           | 2019年5月20日  | -              | 中洲大道車両段 五龍口車両段 | 国産A車6両 |
| 6号線    | 賈峪-清華附中               | 28   | 43.4           | 2022年9月30日  | 2024年11月30日 | 鉄炉西車両段                | 国産B車6両 |
| 7号線    | 東趙 - 南崗劉               | 27   | 26.7           | 2024年12月29日 | -              | 南環大道車両段 東趙車両段   | 国産A車6両 |
| 8号線    | 天健湖 - 魯廟               | 28   | 51.2           | 2024年12月29日 | -              | 圃田車両段 梧桐車両段       | 国産A車6両 |
| 9号線    | 南四環-鄭州航空港           | 18   | 40.7           | 2017年1月13日  | 2022年6月20日  | 孟庄車両段                  | 国産B車6両 |
| 10号線   | 鄭州火車駅-鄭州西           | 12   | 21.9           | 2023年9月28日  | -              | 紅石坡車両段                | 国産A車6両 |
| 12号線   | 竜子湖東-梁湖               | 11   | 16.5           | 2023年12月20日 | -              | 河西車両段                  | 国産A車6両 |
| 14号線   | 鉄炉-奥体中心               | 4    | 7.455          | 2019年9月19日  | 2023年5月12日  | 鉄炉西車両段                | 国産B車6両 |
| 鄭許線   | 長安路北-許昌東             | 26   | 64.97          | 2023年12月28日 | -              | 港区北車両段                | 国産B車4両 |

### 建設中
2024年12月29日現在、鄭州市は建設中の地下鉄路線がありません。

### 長期計画
2050年には、鄭州市内と傘下の県級市等を結ぶ19路線を計画している。